# Daucus pumilus
Pseudorlaya pumila
Espèce
Synonymes
- Caucalis pumila L., 1759 (basionyme)
- Daucus maritimus (L.) Gaertn., 1788
- Orlaya maritima (L.) W.D.J.Koch, 1824
- Pseudorlaya maritima Murb., 1897
- Pseudorlaya pumila (L.) Grande, 1925
- Etc.

Statut de conservation UICN

LC : Préoccupation mineure
Daucus pumilus ou Pseudorlaya pumila, en français la Fausse-girouille des sables, est une espèce de plantes à fleurs de la famille des Apiaceae et de la sous-famille des Apioideae. C'est une plante annuelle d'une hauteur de 5 à 15 cm, à petites fleurs blanches et à fruits hérissés d'aiguillons, endémique de la région méditerranéenne, où elle pousse principalement dans les dunes du littoral.

## Taxonomie
L'espèce a été successivement classée dans les genres Caucalis, Daucus, Orlaya et Pseudorlaya, et son nom correct fait encore débat entre Daucus pumilus,,, ou Pseudorlaya pumila,,,.

### Étymologie
Le nom générique Daucus désignait en latin et en grec (daukos, daukon, deukos, « doux, jus sucré ») différentes Ombellifères (notamment la carotte et le panais) dont les auteurs antiques ne faisaient pas bien la différence.
Le nom générique Pseudorlaya se décline en pseudo « faux » et Orlaya, la plante ayant été antérieurement décrite comme appartenant à ce genre, lequel fut dédié à Johann Orlay de l’académie de médecine de Moscou en 1814.
L’épithète spécifique pumila signifie « nain ». En effet l'espèce est particulièrement petite pour une Apiacée.

### Synonymes
Daucus pumilus a pour synonymes :
- Pseudorlaya pumila subsp. microcarpa (Loret & Barrandon) M. Laínz
- Orlaya maritima var. microcarpa Loret & Barrandon
- Pseudorlaya pycnantha H. Lindb.
- Pseudorlaya pumila (L.) Grande
- Orlaya pumila breviaculeata Boiss.
- Pseudorlaya pumila f. breviaculeata (Boiss.) Saenz de Rivas
- Caucalis maritima Gouan
- Pseudorlaya pumila f. microcarpa (Loret & Barrandon) Saenz de Rivas
- Pseudorlaya pumila var. microcarpa Loret & Barrandon
- Orlaya cretica Nyman
- Daucus pumilus subsp. microcarpus (Loret & Barrandon) Maire
- Orlaya maritima var. breviaculeata Boiss.
- Daucus pycnanthus (H. Lindb.) M. Hiroe
- Pseudorlaya pumila var. breviaculeata (Boiss.) Täckh. ex Hosni
- Daucus pumilus subsp. maritimus (Gouan) Maire
- Orlaya bubania Philippe
- Orlaya maritima var. tarhunensis Pamp.
- Pseudorlaya maritima breviaculeata (Boiss.) Heywood
- Pseudorlaya maritima (L.) Murb.
- Pseudorlaya bubania Gouan ex Murb.
- Orlaya pumila Halácsy
- Orlaya maritima Gouan ex W. D. J. Koch
- Caucalis pumila L.
- Daucus pumilus (L.) Caruel
- Daucus maritimus (Gouan) Gaertn.
- Daucus pumilus (L.) Ball

### Noms vulgaires et vernaculaires
Le nom français recommandé ou typique est « Fausse-girouille des sables »,. L'espèce est également appelée « Caucalis maritime », « Faux-orlaya nain », « Girouille du bord de mer », « Petit faux-orlaya » ou « Orlaya maritime». Sont également appelées Girouille d'autres espèces.

## Variétés
Il existe deux variétés selon l'INPN (10 janvier 2020) :
- Pseudorlaya pumila (L.) Grande, 1925 var. pumila
- Pseudorlaya pumila var. microcarpa (Loret & Barrandon) Reduron, 2008

## Description

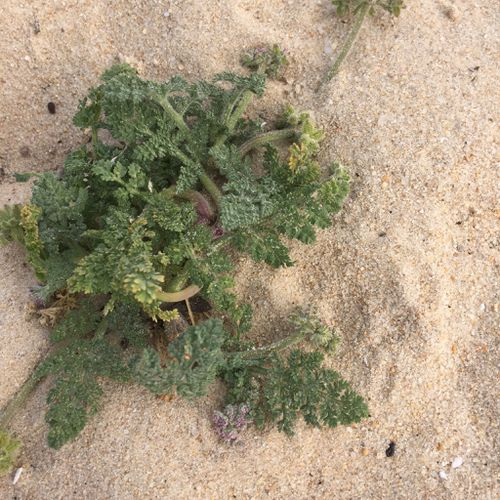
Appareil végétatif.
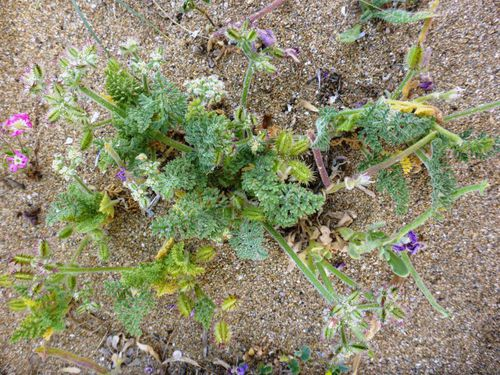
Aspect général.
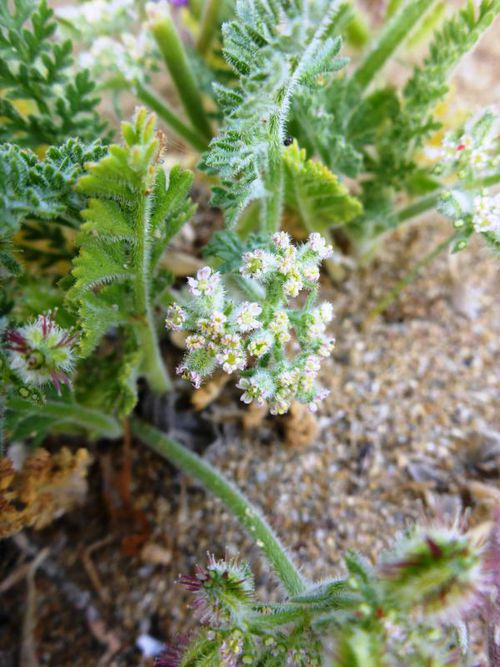
Détail des fleurs.
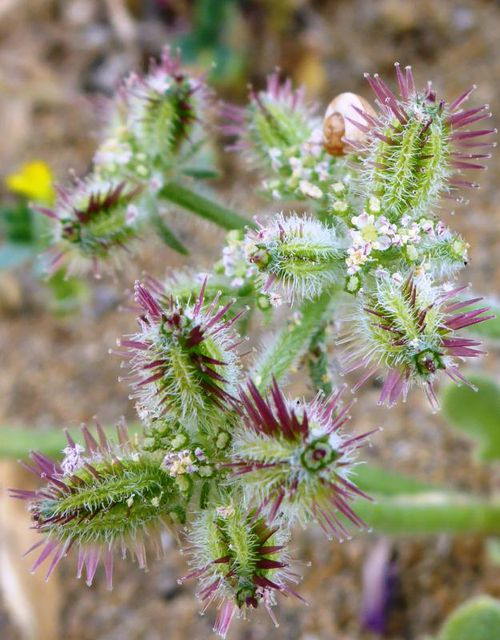
Détail des fruits.
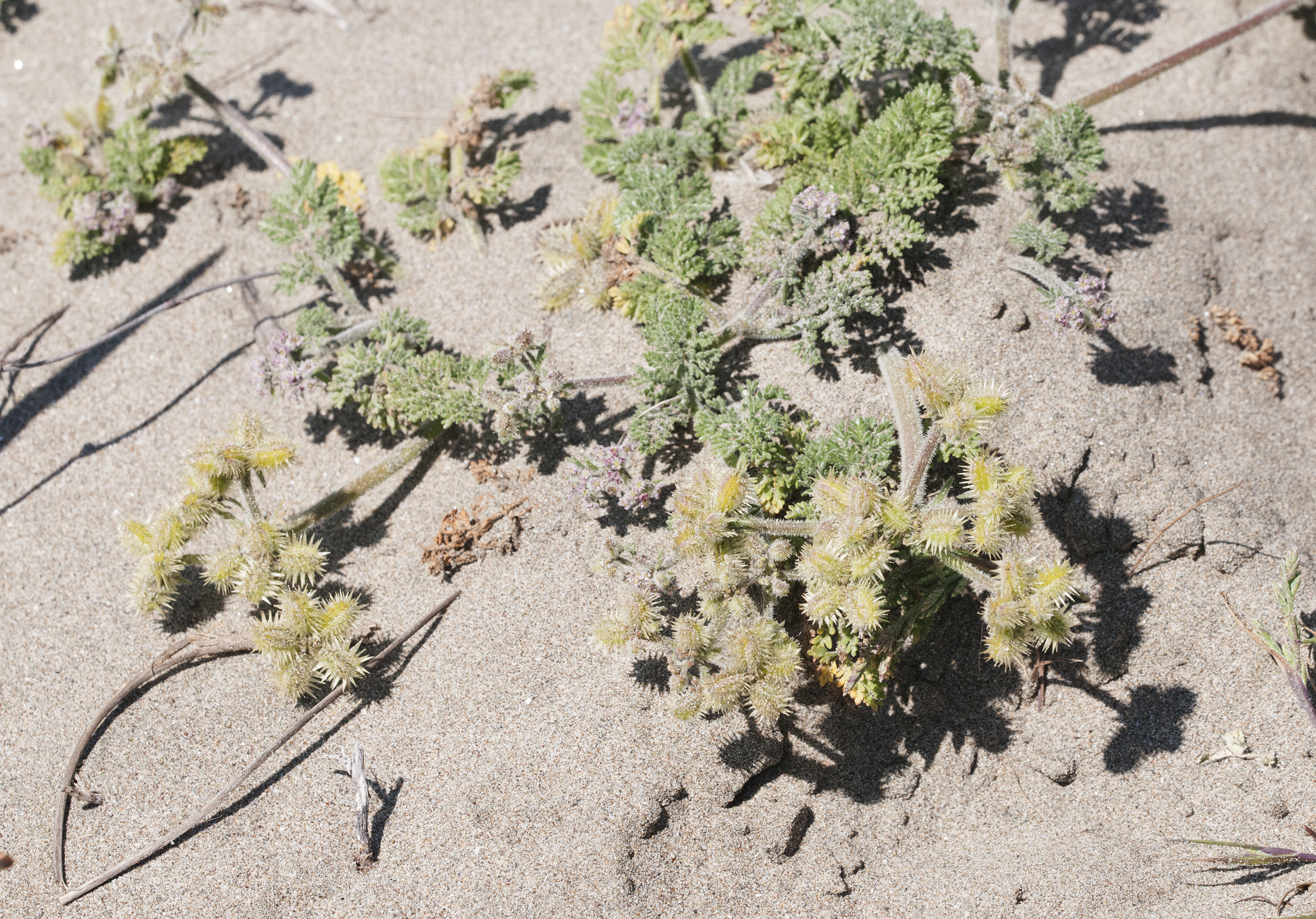
Plant porteur de fruits.

### Appareil végétatif
C'est une plante annuelle de 5 à 15 cm, à tige velue, d'un vert cendré ; les feuilles sont toutes pétiolées, bi-tripennatiséquées, à lobes oblongs.

### Appareil reproducteur
Les fleurs sont blanches ou rougeâtres, petites, celles de la circonférence à peine rayonnantes ; les ombelles sont à 2 à 5 rayons très inégaux, la centrale paraissant radicale ; l'involucre est à 2 à 5 folioles inégales, herbacées, linéaires, acuminées. Les styles sont plus courts que le stylopode conique ; le calice est à dents triangulaires ; le fruit est elliptique, à côtes primaires velues, à aiguillons dilatés à la base, hérissés en étoile ; la commissure est elliptique et plane. Elle fleurit d'avril à juin en France métropolitaine,., de mars à mai au Maroc.

### Confusions possibles
L'espèce est aisée à distinguer d'une autre plante, même d'une carotte. Tout est particulier, du feuillage vert cendré et abondant, au fruit spectaculaire eu égard à la taille de la plante, en passant par le port, les plantes couchées avec un port raide étant rares. Le fruit isolé ressemble cependant beaucoup à celui de la carotte.
Elle peut être cependant facilement confondue avec Pseudorlaya minuscula en absence de fructification.

## Habitat et écologie

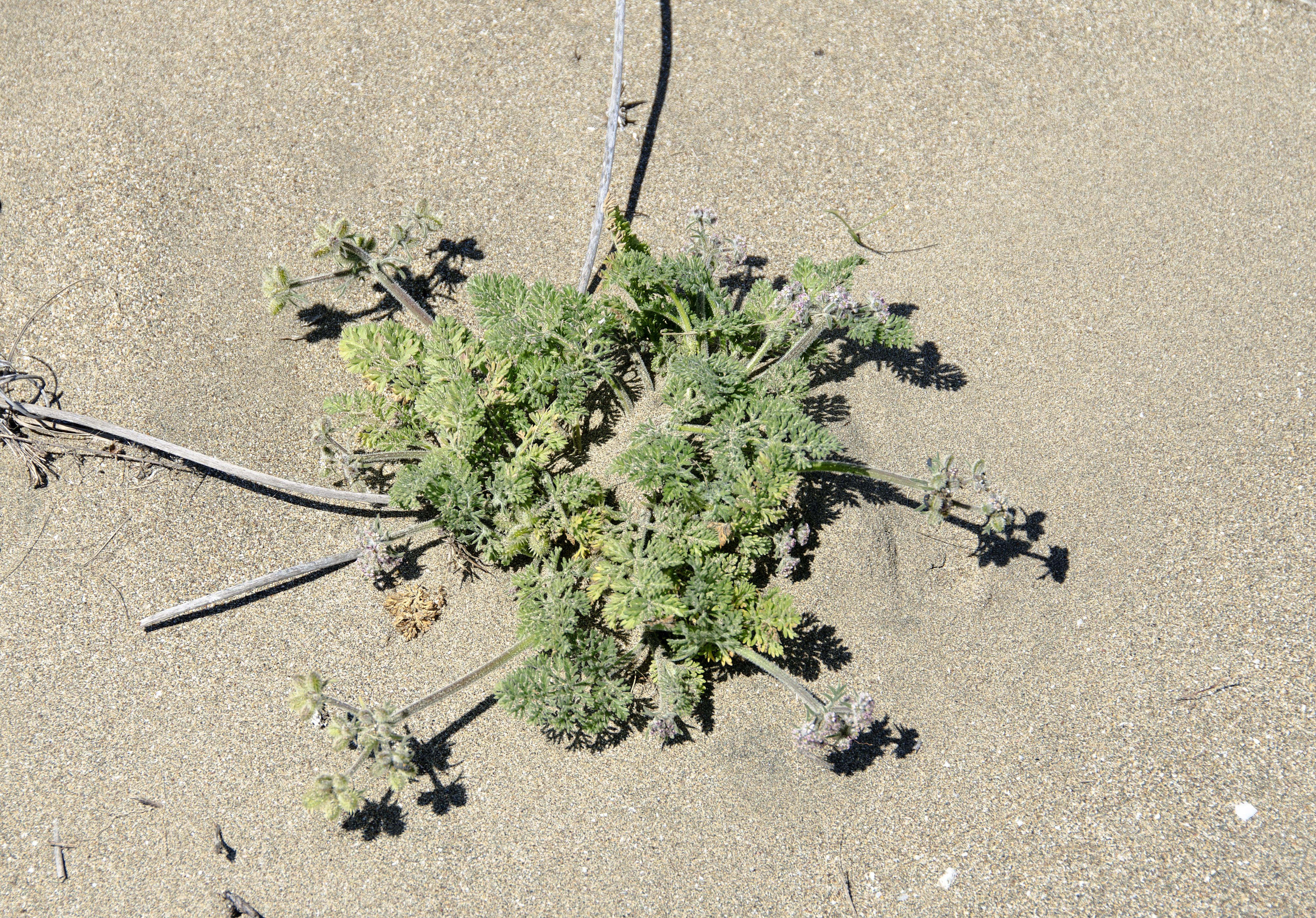
Fausse-girouille des sables dans son habitat, une dune du littoral.

C'est une plante devenue très rare en outre peu repérée à cause de sa discrétion. Elle pousse dans les sables du bord de mer, souvent sur les chemins ouverts par les promeneurs mais disparaît s’ils sont trop fréquentés, ou abandonnés, car elle ne supporte pas la concurrence des autres végétaux. Elle pousse dans les dunes, les pâturages, cultures, matorrals et forêts claires sablonneuses du littoral, et dans les plaines sub-litorales, jusqu'à 500 m d'altitude.
C'est une espèce indicatrice des pelouses dunales des Malcolmietalia,.
En se repliant, les pétales protègent les anthères et montrent leur face extérieure très velue qui retient l’eau.

## Répartition
Elle est endémique des côtes de la Méditerranée,.

## Menaces et conservation
L'espèce est classée par l'Union internationale pour la conservation de la nature en « préoccupation mineure » (LC) à l'échelle mondiale, à l'échelle française et en Corse, et est classée « en danger » (EN) en Provence-Alpes-Côte-d'Azur. L'espèce est protégée sur l'ensemble de la France métropolitaine,.

#### Daucus pumilus(L.) Hoffmanns. & Link
- (fr) INPN : Daucus pumilus (L.) Hoffmanns. & Link, 1824 (TAXREF)  (consulté le 10 janvier 2021)
- (fr) Tela Botanica (France métro) : Daucus pumilus (L.) Hoffmanns. & Link (consulté le 10 janvier 2021)
- (en) Catalogue of Life : Daucus pumilus (L.) Hoffmanns. & Link (consulté le 10 janvier 2021)
- (fr + en) GBIF : Daucus pumilus (L.) Hoffm. & Link (consulté le 10 janvier 2021)
- (en) POWO : Daucus pumilus (L.) Hoffmanns. & Link (consulté le 10 janvier 2021)
- (en) UICN : espèce Daucus pumilus (L.) Hoffmanns. & Link, 1824 (consulté le 10 janvier 2021)
- (en) WCVP : Daucus pumilus (L.) Hoffmanns. & Link (consulté le 10 janvier 2021)
- (en) World Flora Online : Daucus pumilus (L.) Hoffmanns. & Link (+descriptions) (consulté le 10 janvier 2021)

#### Pseudorlaya pumila(L.) Grande
- (fr) INPN : Pseudorlaya pumila (L.) Grande, 1925 (TAXREF)  (consulté le 10 janvier 2021)
- (fr) Tela Botanica (France métro) : Pseudorlaya pumila (L.) Grande (consulté le 10 janvier 2021)
- (en) Catalogue of Life : Pseudorlaya pumila (L.) Grande (consulté le 10 janvier 2021)
- (fr + en) GBIF : Pseudorlaya pumila (L.) Grande (consulté le 10 janvier 2021)
- (en) POWO : Pseudorlaya pumila (L.) Grande (consulté le 10 janvier 2021)
- (en) Tropicos : Pseudorlaya pumila Grande  (+ liste sous-taxons) (consulté le 10 janvier 2021)
- (en) WCVP : Pseudorlaya pumila (L.) Grande (consulté le 10 janvier 2021)
- (en) World Flora Online : Pseudorlaya pumila (L.) Grande (+descriptions) (consulté le 10 janvier 2021)